# Лепский, Иван Максимович
Иван Максимович Лепский (род. 19 января 2005, Вилючинск, Камчатский край, Россия) — российский футболист, защитник московского «Динамо», выступающий на правах аренды за «Крылья Советов».

## Карьера
Воспитанник академии «Динамо» им. Л. И. Яшина. Играл за команды «Динамо» в ЮФЛ (сезоны 2020/21—2022/23) и молодёжной футбольной лиге (2022/23).
11 мая 2022 года дебютировал за вторую команду клуба во Втором дивизионе ФНЛ. 15 июня, будучи вызванным на сбор молодёжной сборной России, провёл свой первый матч — в Борисове на Городском стадионе против сборной Беларуси (U-21) (1:5).
15 сентября 2023 года дебютировал в российской премьер-лиге, выйдя в стартовом составе домашнего матча 8-го тура чемпионата против «Пари НН» (1:1). Первый гол забил 20 июля 2024 года в игре против «Факела».
В весенней части сезона 2024/25 выступал за саратовский «Сокол» на правах аренды. В июле 2025 года продлил контракт с московским «Динамо» до лета 2028 года и был отдан в аренду с опцией выкупа в самарские «Крылья Советов» до конца сезона 2025/26.

## Достижения
«Динамо-2» (Москва)
- Победитель дивизиона «Б» Второй лиги: 2024 (группа 2)